# Isótopos do oxigénio

Na vida de uma estrela maciça, o ^{16}O é concentrado na camada O, o ^{17}O na H e o ^{18}O na de He.

Existem três isótopos de oxigénio estáveis que fazem com que o oxigénio (O) tenha uma massa atómica de 15.9994(3) u. Além disso, o oxigénio apresenta 14 isótopos instáveis.

## Isótopos estáveis
O oxigénio natural é composto por três isótopos estáveis 16O, 17O, e 18O, com o 16O sendo o mais abundante com 99,762% de abundância natural). Dependendo da fonte terrestre, o peso atómico normalizado varia dentro da faixa dos [15.99903, 15.99977] (o valor convencional é 15.999). Os isótopos de oxigénio variam de 12 para 28 o seu número de massa.
A abundância absoluta e relativa do 16O é alta porque é o principal produto da evolução estelar e porque é um isótopo primário, isto é, pode ocorrer em estrelas que inicialmente eram exclusivamente de hidrogénio. A maior parte do 16O é sintetizada no final do processo de fusão de hélio nas estrelas, a reacção triplo-alfa cria 12C, que captura 4He adicional para fazer 16O. O processo de combustão de neón cria 16O adicional.

## Radioisótopos
Foram caracterizados quatorze radioisótopos, sendo o mais estável o 15O com uma meia-vida de 122.24 s e o 14O com uma meia-vida de 70.606 s. Todos os restantes isótopos radioativos têm meias-vidas que duram menos de 27 s e a maioria deles têm meias-vidas que são menores que 83 millisegundos (ms). Por exemplo, o 24O tem uma meia-vida de 61 ms. O modo de decaimento mais comum para isótopos mais leves do que os isótopos estáveis é desintegração β+ (para nitrogénio). e depois o modo mais comum é desintegração β− (para flúor).

### Oxigénio-19
O Oxigénio-19 (
19O) é um isótopo instável radioativo de oxigénio não-metálico. Esse isótopo não ocorre naturalmente na Terra e é criado pelo decaimento radioativo de nitrogénio-19. O 19O decai via β- para o isótopo estável de flúor-19. A semi-vida do isótopo é de 26,5 segundos.

## Lista da isótopos
Tabela de isótopos do oxigénio (O):

Massa atómica padrão: 15,9994 (3) u.

O oxigénio apresenta 3 isótopos estáveis e 14 instáveis.
| símbolo nuclídeo | Z(p) | N(n) | massa isotópica (u) | meia-vida atómica              | modo(s) de decaimento | isótopo filha(o) Produto de decaimento(s) | spin nuclear   | representante da composição isotópica (fração molar) | gama de variação natural (fração molar) |
| ---------------- | ---- | ---- | ------------------- | ------------------------------ | --------------------- | ----------------------------------------- | -------------- | ---------------------------------------------------- | --------------------------------------- |
| 12O              | 8    | 4    | 12,034405(20)       | 580(30)×10−24 s [0,40(25) MeV] | 2p (60,0%)            | 10C                                       | 0+             |                                                      |                                         |
| 12O              | 8    | 4    | 12,034405(20)       | 580(30)×10−24 s [0,40(25) MeV] | p (40.0%)             | 11N                                       | 0+             |                                                      |                                         |
| 13O              | 8    | 5    | 13,024812(10)       | 8,58(5) ms                     | β+ (89,1%)            | 13N                                       | (3/2-)         |                                                      |                                         |
| 13O              | 8    | 5    | 13,024812(10)       | 8,58(5) ms                     | β+, p (10,9%)         | 12C                                       | (3/2-)         |                                                      |                                         |
| 14O              | 8    | 6    | 14,00859625(12)     | 70,598(18) s                   | β+                    | 14N                                       | 0+             |                                                      |                                         |
| 15O              | 8    | 7    | 15,0030656(5)       | 122,24(16) s                   | β+                    | 15N                                       | 1/2-           |                                                      |                                         |
| 16O              | 8    | 8    | 15,99491461956(16)  | Estável                        | Estável               | Estável                                   | 0+             | 0,99757(16)                                          | 0,99738-0,99776                         |
| 17O              | 8    | 9    | 16,99913170(12)     | Estável                        | Estável               | Estável                                   | 5/2+           | 3,8(1)×10−4                                          | 3,7×10−4-4.0×10−4                       |
| 18O              | 8    | 10   | 17,9991610(7)       | Estável                        | Estável               | Estável                                   | 0+             | 2,05(14)×10−3                                        | 1,88×10−3-2,2×10−3                      |
| 19O              | 8    | 11   | 19,003580(3)        | 26,464(9) s                    | β−                    | 19F                                       | 5/2+           |                                                      |                                         |
| 20O              | 8    | 12   | 20,0040767(12)      | 13,51(5) s                     | β−                    | 20F                                       | 0+             |                                                      |                                         |
| 21O              | 8    | 13   | 21,008656(13)       | 3,42(10) s                     | β−                    | 21F                                       | (1/2,3/2,5/2)+ |                                                      |                                         |
| 22O              | 8    | 14   | 22,00997(6)         | 2,25(15) s                     | β− (78,0%)            | 22F                                       | 0+             |                                                      |                                         |
| 22O              | 8    | 14   | 22,00997(6)         | 2,25(15) s                     | β−, n (22,0%)         | 21F                                       | 0+             |                                                      |                                         |
| 23O              | 8    | 15   | 23,01569(13)        | 82(37) ms                      | β−, n (57,99%)        | 22F                                       | 1/2+#          |                                                      |                                         |
| 23O              | 8    | 15   | 23,01569(13)        | 82(37) ms                      | β− (42,0%)            | 23F                                       | 1/2+#          |                                                      |                                         |
| 24O              | 8    | 16   | 24,02047(25)        | 65(5) ms                       | β−, n (57,99%)        | 23F                                       | 0+             |                                                      |                                         |
| 24O              | 8    | 16   | 24,02047(25)        | 65(5) ms                       | β− (42,01%)           | 24F                                       | 0+             |                                                      |                                         |
| 25O              | 8    | 17   | 25,02946(28)#       | 5,2×10−8s                      | n                     | 24O                                       | (3/2+)#        |                                                      |                                         |
| 26O              | 8    | 18   | 26,03834(28)#       | 4,0×10−8 s                     | β−                    | 26F                                       | 0+             |                                                      |                                         |
| 26O              | 8    | 18   | 26,03834(28)#       | 4,0×10−8 s                     | n                     | 25O                                       | 0+             |                                                      |                                         |
| 27O              | 8    | 19   | 27,04826(54)#       | < 260 ns                       | n                     | 26O                                       | (3/2+)#        |                                                      |                                         |
| 28O              | 8    | 20   | 28,05781(64)#       | < 100 ns                       | n                     | 27O                                       | 0+             |                                                      |                                         |

- A precisão da abundância e massa atómica dos isótopos está limitada através de variações. As escalas de variações indicadas são geralmente aplicáveis a qualquer material terrestre normal.
- Os valores marcados com # não derivam inteiramente de dados experimentais, mas pelo menos uma parte são sistemáticos.
- As incertezas são apresentadas entre parêntesis após os últimos dígitos correspondentes. Os valores incertos denotam um desvio padrão, exceto a composição isotópica e massa atómica padrão da IUPAC, que utilizam incertezas maiores.
- As massas de nuclídeos são apresentadas pela Comissão sobre Símbolos, Unidades, Nomenclatura, Massas Atômicas e Constantes Fundamentais (C2) da IUPAP.
- As abundâncias de isótopos são dadas pela Comissão de Abundâncias Isotópicas e Massas Atómicas (CIAAW).